# Følle
Følle is een plaats in de Deense regio Midden-Jutland, gemeente Syddjurs, en telt 279 inwoners (2007).
Følle Strand ligt op 1 km van het dorp, aan het water.